# Лив и Меди
Лив и Меди (енгл. Liv and Maddie; названа Лив и Меди: Кали стил енгл. Liv and Maddie: Cali Style током четврте сезоне) америчка је телевизијска серија која се приказивала од 19. јула 2013. до 24. марта 2017. на Дизни каналу. Креатори серије су Џон Д. Бек и Рон Харт, са главним улогама које тумаче Дав Камерон, Џои Брег, Тензинг Норгеј Трејнор, Кели Роча, Бенџамин Кинг и Лорен Линдси Донзис.
Значајна карактеристика серије је да Дав Камерон игра двојне улоге, једна од њих је Лив, глумица која се вратила у свој дом након четири године током које је глумила у популарној телевизијској серији у Холивуду, а друга као Меди, идентична близнакиња Лив, која остаје у свом дому. Још једна значајна карактеристика серије су документарни стилови у којима ликови говоре гледаоцима како би објаснили своја мишљења о различитим ситуацијама у свакој епизоди.

## Радња
Глумица Лив Руни је девојка која се управо вратила у родно место Стивенс Појнт, Висконсин, након што је завршила четворогодишњи боравак у Холивуду и снимила популарну телевизијску серију Певај на сав глас! Њена идентична сестра близнакиња, Меди, мушкарача са спортском опремом, али са посебним талентом за кошарку, поздравља Лив кући са раширеним рукама. Близнакиње имају два млађа брата: Џоија, незгодни тинејџер који је годину дана млађи од близнакиња и Паркера, паметног са несташном личношћу и најмлађим дететом породице Руни. Њихови родитељи су Карен, средњошколски психолог, а касније и заменик директорке средње школе и Пити, тренер Мединог средњошколског кошаркашког тима који касније прихвата позицију тренера колеџ тима у Белојт, Висконсину. Серија се врти око Лив прилагођавајући се нормалном породичном животу након њене успешне каријере у Холивуду. Већина догађаја се одвија у кући породице Руни или у средњој школи Риџвуд. На крају треће сезоне, кућа Рунијевих се сруши и Меди уписује колеџ у Лос Анђелесу, Калифорнији. То приморава остатак Рунијевих, осим Питија који остаје у Висконсину да настави свој тренерски посао, да се пресели у Малибу, Калифорнију, како би се настанили са Каренином млађом сестром, Дином и њеном кћерком Руби, где се одвија четврта сезона серије.

## Епизоде
| Сезона | Сезона | Епизоде | Премијерно приказивање (САД) | Премијерно приказивање (САД) | Премијерно приказивање (Србија) | Премијерно приказивање (Србија) |
| Сезона | Сезона | Епизоде | Прва епизода                 | Последња епизода             | Прва епизода                    | Последња епизода                |
| ------ | ------ | ------- | ---------------------------- | ---------------------------- | ------------------------------- | ------------------------------- |
|        | 1      | 21      | 19. јул 2013.                | 27. јул 2014.                | TBA                             | TBA                             |
|        | 2      | 24      | 21. септембар 2014.          | 23. август 2015.             | TBA                             | TBA                             |
|        | 3      | 20      | 23. септембар 2015.          | 19. јун 2016.                | TBA                             | TBA                             |
|        | 4      | 15      | 23. септембар 2016.          | 24. март 2017.               | TBA                             | TBA                             |

## Ликови
- Лив и Меди Руни (Дав Камерон)
- Џои Руни (Џои Брег)
- Паркер Руни (Тензинг Нотгеј Трејнор)
- Карен Руни (Кели Роча)
- Пити Руни (Бенџамин Кинг)